# معركة بوتشا
معركة بوتشا هي معركة كانت من أجل السيطرة على مدينة بوتشا بين القوات المسلحة الروسية والأوكرانية خلال الغزو الروسي لأوكرانيا 2022. كجزء من هجوم كييف، سعت القوات الروسية للسيطرة على بوتشا وإربين وهوستوميل من أجل تطويق ومحاصرة العاصمة الأوكرانية كييف من الغرب. نظرًا لشدة هجوم كييف، قامت إدارة كييف أوبلاست بتسمية بوتشا، جنبًا إلى جنب مع إربين وهوستوميل والطريق السريع M06 وفيشهورود باعتبارها أكثر الأماكن خطورة في كييف أوبلاست.

## خلفية
في بداية الغزو، استولت القوات الروسية على مطار هوستوميل شمال بوتشا وأقامت موطئ قدم في المدينة. على الرغم من أن الجيش الأوكراني اعترض القوات الروسية في هوستوميل، بدأت القوات الروسية في التحرك جنوبًا للاستيلاء على بوتشا ومدينة إربين القريبة بهدف تطويق كييف.
قبل المعركة، في 25 فبراير 2022، أفيد أن الجنود الروس استولوا على مجمع سكني في بوتشا أو بالقرب منها وطردوا السكان قبل الانسحاب إلى الغابات.

## المعركة

### 27 فبراير
في 27 فبراير، أفادت القوات الأوكرانية أن القوات البرية الروسية قد تقدمت إلى بوتشا، وبالتالي بدأت المعركة من أجل المدينة. وبحسب ما ورد تضمنت هذه القوات دبابات، وقوات الإنزال الجوي ووحدات هندسية وجسور، واحتياطيات من جيش الأسلحة المشترك السادس والثلاثين. قصفت المدفعية الروسية المدينة، وألحقت أضرارًا بالعديد من المنازل والمباني وغيرها من البنى التحتية. أفاد السكان بانقطاع المياه والغاز والكهرباء بسبب القصف. تمكنت القوات الروسية لاحقًا من اختراق المدينة وتقدمت عناصر منها باتجاه مدينة إربين المجاورة، وبالتالي بدأت أيضًا معركة إربين.
استخدمت القوات الأوكرانية القصف الصاروخي والمدفعي والغارات الجوية لوقف التقدم الروسي. أفادت دائرة الاتصالات الحكومية الخاصة في أوكرانيا أن إحدى هذه الضربات المدفعية دمرت قافلة من المركبات المدرعة الروسية التي وصفوها بأنها «المجموعة الخامسة» (بسبب الحرف «V» المميز على المركبات). كما دمرت القوات الأوكرانية جسرا يربط بين بوتشا وإربين لمنع المزيد من القوات البرية الروسية من دخول إربين.
ادعى المستشار الأوكراني أوليكسي أريستوفيتش أن سكان بوتشا قد انضموا أيضًا إلى القتال، وألقوا زجاجات حارقة على المركبات المدرعة والمظليين الروس. وأفاد أنطون هيراشينكو أن المدنيين هاجموا رتلًا روسيًا من 30 عربة مصفحة، مما أدى إلى اشتعال النار في واحدة أو اثنتين منها.
في وقت ما خلال اليوم، حذرت السلطات الأوكرانية سكان بوتشا من ركوب الحافلات التي «تغادر» المدينة، حيث لم يشرعوا في أي إخلاء. وزعمت السلطات الأوكرانية أنها خدعة تستخدمها القوات الروسية في تعقب الحافلات المحملة بالكامل من أجل الدخول إلى كييف، باستخدام المدنيين كدروع بشرية. تم الإبلاغ عن هذا التحذير أيضًا في إربين في نفس اليوم.

### 28 فبراير
في 28 فبراير 2022، اشتبكت القوات الأوكرانية مع القوات الروسية. ونشر عمدة المدينة، أناتولي فيدوروك، مقطع فيديو سيلفي يظهر الحطام المشتعل. وهو يدعي أنه لم تقع خسائر مدنية أو عسكرية أوكرانية جراء الهجوم.

### 1 - 2 مارس
هدأ القتال بدرجة كافية بحيث تمكن السكان والصحفيون من الخروج إلى الشوارع وتصوير المركبات والمعدات المدمرة أو المهجورة.
في 2 مارس 2022، بدأت القوات الأوكرانية في إرسال مساعدات إنسانية باتجاه بوتشا.

### 3 مارس
في 3 مارس، أعلنت إدارة كييف أوبلاست أن المزيد من المساعدات الإنسانية تتجه نحو بوتشا وإربين، بالإضافة إلى بدء عمليات الإجلاء في كلتا المدينتين. وأفادت الأنباء أنه تم إجلاء أكثر من 1500 امرأة وطفل بالقطار وتم إجلاء 250 آخرين بالحافلة. لكن عمليات الإجلاء هذه تعقدت بسبب تدمير خطوط السكك الحديدية في بعض الطرق والمناوشات المستمرة بين القوات الأوكرانية والروسية.
أعلنت القوات البرية الأوكرانية في وقت لاحق أنه تم «تحرير» بوتشا؛ نشر مقطع فيديو على وسائل التواصل الاجتماعي لجنود أوكرانيين يرفعون العلم الأوكراني بالقرب من مبنى مجلس المدينة. بالإضافة إلى ذلك، أعادت فرق الطوارئ الأوكرانية الكهرباء في المدينة. ومع ذلك، واصلت القوات الروسية القتال داخل المدينة، ولكن ورد أن القوات الأوكرانية صدت ودفعت إلى ضواحي المدينة.

### 4 - 5 مارس
في 4 مارس، أكد أناتولي فيدوروك أن المدينة لا تزال تحت السيطرة الأوكرانية على الرغم من قيام القوات الروسية باختراق الدفاعات. في 5 مارس 2022، واصلت القوات الروسية مهاجمة بوشا ولكن تم صدها باستمرار.

### 6 مارس 2022
في 6 مارس كثفت القوات الروسية قصفها للمدينة. وأفاد مجلس المدينة أن المدنيين احتموا في الأقبية وأن المدينة لم تتمكن من تلقي المساعدات الإنسانية بسبب القصف المدفعي المستمر.